# Bonnie Rotten
Bonnie Rotten (Cincinnati, 9 de maio de 1993) é uma atriz pornográfica e modelo erótica americana.

## Biografia
Bonnie Rotten começou sua carreira como modelo fetichista para a revista Girls and Corpses, que a observou depois de ter ganho a convenção Ms. Dead Indiana Beauty Pageant at the Indianapolis Horrorhound. Ela entrou para a indústria adulta no início de 2012. Anteriormente ela também havia trabalhado como dançarina exótica e como modelo de shows de carro e moto.
Ela tem várias tatuagens, e seu nome artístico é originário de um zumbi pinup, onde também possui tatuado na parte de trás da perna direita. Suas tatuagens também incluem a frase "Dead Girls Don't Cry" na parte superior do estômago e duas teias de aranha pintadas em ambos os seios. A empresa Digital Sin produziu dois filmes inteiramente focados nela, Meet Bonnie, e, em seguida, The Gangbang of Bonnie Rotten.
Ela tem um relacionamento com o músico Dennis DeSantis, com quem teve uma filha em 2015.
Em 27 de agosto de 2018, Brazzers lançou uma nova cena chamada "The Cumback",em que pode ser vista com o cabelo loiro, marcando assim o retorno de Bonnie como estrela exclusiva desta empresa.

## Milestones

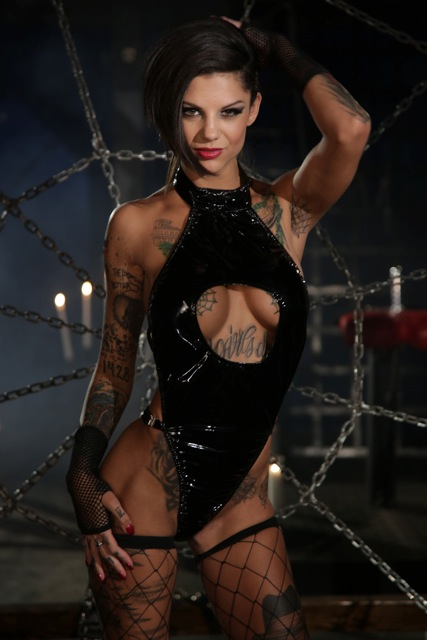
Imagem de Bonnie Rotten com várias das suas tatuagens visíveis

- Primeiro anal em Meet Bonnie Rotten (setembro,2012), cena 2, Digital Sin, dir. Eddie Powell
- Primeiro double penetration em Meet Bonnie Rotten (setembro,2012), cena 4, Digital Sin, dir. Eddie Powell
- Primeiro gangbang em The Gang Bang of Bonnie Rotten (janeiro,2013), cena 1, Digital Sin, dir. Eddie Powell
- Primeiro double vag em The Gang Bang of Bonnie Rotten (janeiro,2013), cena 1, Digital Sin, dir. Eddie Powell
- Primeiro double anal em Bonnie Rotten is Squirtwoman (abril,2014), Elegant Angel, dir. Toni Ribas

## Prêmios e indicações

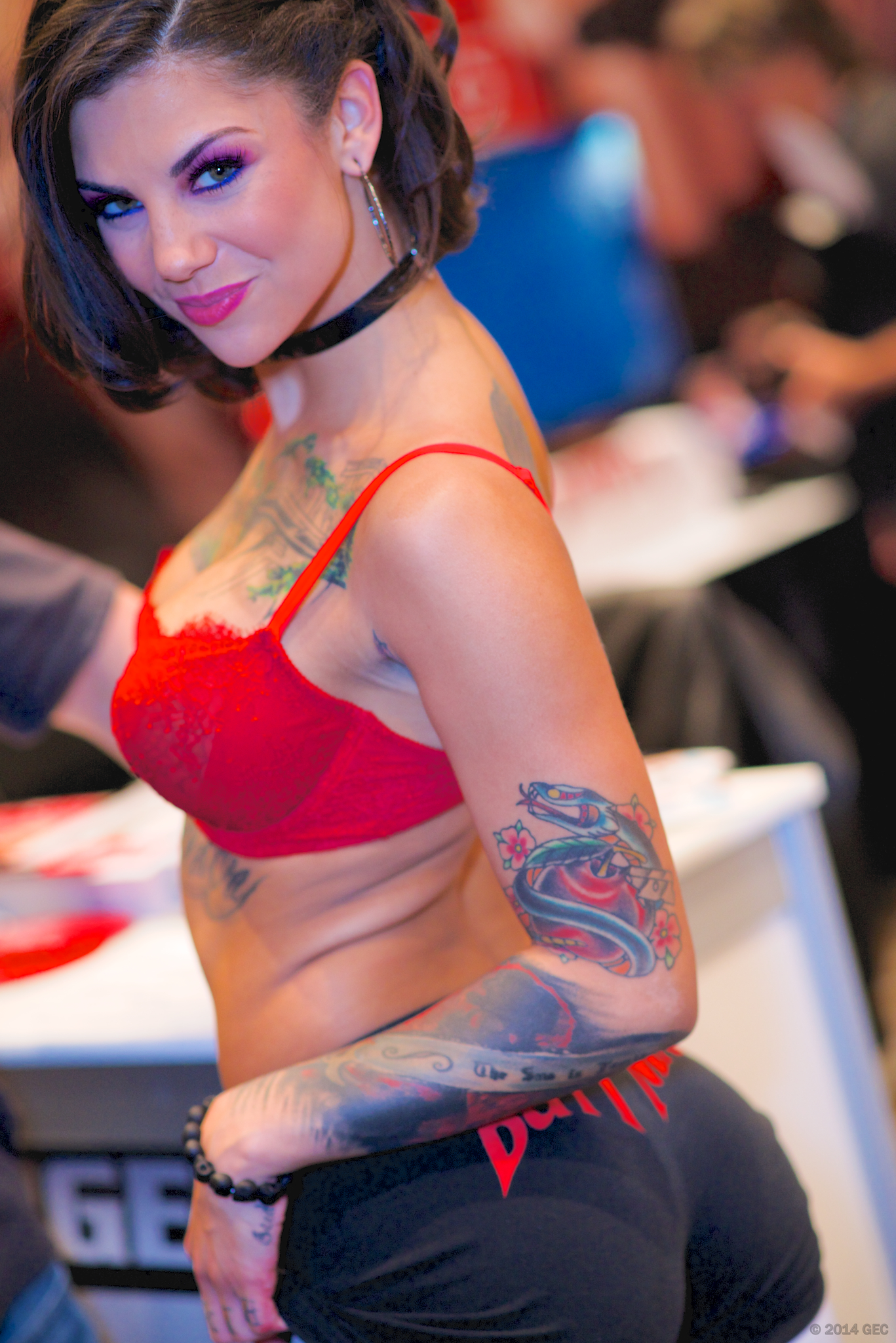
Bonnie Rotten na AVN Expo 2014

| Ano  | Premiação                 | Resultado | Categoria | Trabalho                          |
| ---- | ------------------------- | --------- | --- | --------------------------------- |
| 2012 | Inked Award               | Venceu    | Starlet of the Year                                                                                             | —                                 |
| 2012 | NightMoves Award          | Venceu    | Miss Congeniality                                                                                               | —                                 |
| 2013 | AVN Award                 | Indicado  | Best All-Girl Group Sex Scene (com Asphyxia Noir & Skin Diamond)                                                | Meet Bonnie                       |
| 2013 | AVN Award                 | Indicado  | Best New Starlet                                                                                                | —                                 |
| 2013 | AVN Award                 | Indicado  | Best Body | —                                 |
| 2013 | Inked Award               | Venceu    | Performer of the Year (Female)                                                                                  | —                                 |
| 2013 | Inked Award               | Venceu    | Scene of the Year                                                                                               | The Gang Bang of Bonnie Rotten    |
| 2013 | NightMoves Award          | Indicado  | Best Female Performer                                                                                           | —                                 |
| 2013 | NightMoves Award          | Venceu    | Social Media Star (Fã's Choice)                                                                                 | —                                 |
| 2013 | NightMoves Award          | Venceu    | Best Ink (Fã's Choice)                                                                                          | —                                 |
| 2013 | NightMoves Award          | Indicado  | Best Overall Body                                                                                               | —                                 |
| 2013 | RogReviews Fã Faves Award | Venceu    | Favorite Newbie                                                                                                 | —                                 |
| 2013 | Sex Award                 | Venceu    | Hottest New Girl                                                                                                | —                                 |
| 2013 | Venus Award               | Indicado  | Best Actress (International)                                                                                    | —                                 |
| 2013 | XBIZ Award                | Indicado  | Best Scene - Gonzo/Non-Feature Release (com Mick Blue & Ramón Nomar)                                            | Meet Bonnie                       |
| 2013 | XRCO Award                | Indicado  | New Starlet | —                                 |
| 2013 | XRCO Award                | Indicado  | Cream Dream | —                                 |
| 2014 | AVN Award                 | Indicado  | Best All-Girl Group Sex Scene (com Lexi Belle, Christy Mack & Gia DiMarco)                                      | Brazzers Presents: The Parodies 3 |
| 2014 | AVN Award                 | Indicado  | Best Anal Sex Scene (com Ramón Nomar)                                                                           | Evil Anal 19                      |
| 2014 | AVN Award                 | Indicado  | Best Girl/Girl Sex Scene (com Nikki Hearts)                                                                     | Beyond Fucked: A Zombie Odyssey   |
| 2014 | AVN Award                 | Venceu    | Best Group Sex Scene (com Karlo Karerra, Tony DeSergio, Mick Blue & Jordan Ash)                                 | The Gang Bang of Bonnie Rotten    |
| 2014 | AVN Award                 | Indicado  | Best Oral Sex Scene                                                                                             | Facial Overload 3                 |
| 2014 | AVN Award                 | Indicado  | Best POV Sex Scene (com Dana Vespoli)                                                                           | Lesbian Anal P.O.V. 2             |
| 2014 | AVN Award                 | Indicado  | Best Safe Sex Scene (com Erik Everhard)                                                                         | Hotel No Tell                     |
| 2014 | AVN Award                 | Indicado  | Best Tease Performance                                                                                          | Hot Body Ink                      |
| 2014 | AVN Award                 | Indicado  | Best Three-Way Sex Scene – B/B/G (com Billy Glide & Bill Bailey)                                                | Whore's Ink                       |
| 2014 | AVN Award                 | Indicado  | Best Three-Way Sex Scene – G/G/B (com Gia DiMarco & Danny Wylde)                                                | Obedience School                  |
| 2014 | AVN Award                 | Venceu    | Female Performer of the Year                                                                                    | —                                 |
| 2014 | Exotic Dancer Award       | Venceu    | Adult Movie Entertainer of the Year                                                                             | —                                 |
| 2014 | Fanny Award               | Venceu    | Super Freak (Kink Performer of the Year)                                                                        | —                                 |
| 2014 | NightMoves Award          | Venceu    | Best Female Performer (Fã's Choice)                                                                             | —                                 |
| 2014 | NightMoves Award          | Venceu    | Best Ink (Editor’s Choice)                                                                                      | —                                 |
| 2014 | TLARaw Award              | Venceu    | Best Female Newcomer                                                                                            | —                                 |
| 2014 | Venus Award               | Venceu    | Best Actress (International)                                                                                    | —                                 |
| 2014 | XBIZ Award                | Indicado  | Female Performer of the Year                                                                                    | —                                 |
| 2014 | XBIZ Award                | Venceu    | Best Scene - Non-Feature Release (com Tony DeSergio, Jordan Ash, Mick Blue & Karlo Karrera)                     | The Gangbang of Bonnie Rotten     |
| 2014 | XBIZ Award                | Indicado  | Best Scene - Vignette Release (com Gia DiMarco & Danny Wylde)                                                   | Obedience School                  |
| 2014 | XCritic Award             | Venceu    | Female Performer of The Year                                                                                    | —                                 |
| 2014 | XRCO Award                | Indicado  | Female Performer of the Year                                                                                    | —                                 |
| 2014 | XRCO Award                | Venceu    | Superslut | —                                 |
| 2014 | XRCO Award                | Indicado  | Orgasmic Oralist                                                                                                | —                                 |
| 2014 | XRCO Award                | Indicado  | Orgasmic Analist                                                                                                | —                                 |
| 2015 | AVN Award                 | Pendente  | Best Actress | Cape Fear XXX                     |
| 2015 | AVN Award                 | Pendente  | Best Anal Sex Scene (com Steve Holmes)                                                                          | Climax                            |
| 2015 | AVN Award                 | Pendente  | Best Director – Parody                                                                                          | Cape Fear XXX                     |
| 2015 | AVN Award                 | Pendente  | Best Double Penetration Sex Scene (com Ramon Nomar & Toni Ribas)                                                | Bonnie Rotten Is Squirtwoman      |
| 2015 | AVN Award                 | Pendente  | Best Girl/Girl Sex Scene (com Jesse Jane)                                                                       | 4Ever                             |
| 2015 | AVN Award                 | Pendente  | Best Group Sex Scene (com Bill Bailey, Will Powers, Karlo Karrera, Ramon Nomar, Marcus London & Marco Banderas) | Bonnieland: A Gangbang Fantasy    |
| 2015 | AVN Award                 | Pendente  | Best Three-Way Sex Scene - G/G/B (com Janice Griffith & Manuel Ferrara)                                         | Squirt in My Face                 |
| 2015 | AVN Award                 | Pendente  | Female Performer of the Year                                                                                    | —                                 |
| 2015 | AVN Award                 | Pendente  | Mainstream Star of the Year                                                                                     | —                                 |
| 2015 | AVN Award                 | Pendente  | Most Outrageous Sex Scene (com Dollie Darko, Stevie Shae, Payton Sin Claire & Karmen Karma)                     | The Destruction of Bonnie Rotten  |
| 2015 | XBIZ Award                | Pendente  | Director of the Year - Non-Feature Release                                                                      | Bonnieland: A Gangbang Fantasy    |
| 2015 | XBIZ Award                | Pendente  | Female Performer of the Year                                                                                    | —                                 |
| 2015 | XBIZ Award                | Pendente  | Best Scene - Parody Release (com Ryan McClane)                                                                  | Rambone XXX: A Dreamzone Parody   |